# ФК Раднички Зрењанин
ФК Раднички Зрењанин је српски фудбалски клуб из Зрењанина. Тренутно се такмичи у Српској лиги Војводина, трећем такмичарском нивоу српског фудбала. Клуб је основан 1919. године, а домаће утакмице игра на стадиону крај Скробаре.
Клуб је у сезони 2014/15. освојио 1. место у ПФЛ Зрењанин и пласирао се у Банатску зону. У сезони 2015/16. клуб је наставио напредовање освојивши 1. место у Банатској зони, и тако се пласирао у Српску лигу Војводина. У сезони 2023/24. клуб је заузео 3. место у првенству и играо финале Купа Војводине.

## Историја
Клуб је основан 11. маја 1919. године од стране радничких друштава у Великом Бечкереку. Прво је наступао под именом Вашаш, затим 1922. као Славија и онда од 1926. до данас као Раднички.

### Нова управа од сезоне 2023/24.
Група шведских и немачких инвеститора, у договору са локалном управом, преузела је крајем јуна 2023. године вођење Фудбалског клуба Раднички.
Инвеститори и локална самоуправа су ушли у овај пројекат као партнери. Локална самоуправа је дала обећање да ће помагати клуб колико је и до сада помагала. Кроз расподелу буџетских средстава ће сервисирати трошкове око такмичења, док ће инвеститор бити задужен за остале трошкове, играче, тренере, итд.

## Новији резултати
| Сезона   | Ранг | Лига                  | Позиција | ИГ | Д  | Н  | П  | ГД | ГП | ГР  | Бод | Куп                  |
| -------- | ---- | --------------------- | -------- | -- | -- | -- | -- | -- | -- | --- | --- | -------------------- |
| 2015/16. | 4    | Банатска зона         | 1.       | 30 | 24 | 4  | 2  | 88 | 16 | +72 | 76  | Није се квалификовао |
| 2016/17. | 3    | Српска лига Војводина | 10.      | 28 | 9  | 6  | 13 | 37 | 39 | -2  | 33  | Није се квалификовао |
| 2017/18. | 3    | Српска лига Војводина | 8.       | 30 | 13 | 2  | 15 | 55 | 54 | +1  | 41  | Није се квалификовао |
| 2018/19. | 3    | Српска лига Војводина | 12.      | 32 | 9  | 13 | 10 | 39 | 37 | +2  | 40  | Није се квалификовао |
| 2019/20. | 3    | Српска лига Војводина | 3.       | 17 | 10 | 2  | 5  | 29 | 16 | +13 | 32  | Није се квалификовао |
| 2020/21. | 3    | Српска лига Војводина | 7.       | 38 | 17 | 9  | 12 | 61 | 56 | +5  | 60  | Није се квалификовао |
| 2021/22. | 3    | Српска лига Војводина | 12.      | 30 | 12 | 4  | 14 | 35 | 48 | -13 | 40  | Није се квалификовао |
| 2022/23. | 3    | Српска лига Војводина | 14.      | 28 | 5  | 4  | 19 | 23 | 60 | -37 | 19  | Није се квалификовао |
| 2023/24. | 3    | Српска лига Војводина | 3.       | 30 | 13 | 9  | 8  | 35 | 34 | +1  | 48  | Није се квалификовао |
| 2024/25. | 3    | Српска лига Војводина | 13.      | 30 | 10 | 7  | 13 | 33 | 38 | -5  | 37  | Није се квалификовао |